# 9 Korpus Armijny (LWP)
9 Korpus Armijny (9 KA) – związek operacyjno-taktyczny Sił Zbrojnych PRL. 
W 1952 roku 9 Korpus Piechoty w Lublinie (Warszawski Okręg Wojskowy)został przeformowany w 9 Korpus Armijny. We wrześniu 1956 roku, w ramach redukcji Wojska Polskiego, korpus został rozformowany.

## Struktura organizacyjna
- Dowództwo 9 Korpusu Armijnego w Lublinie
- 1 Warszawska Dywizja Piechoty w Legionowie
- 3 Pomorska Dywizja Piechoty w Lublinie
- 18 Dywizja Piechoty w Ełku
- 118 pułk artylerii ciężkiej w Lublinie
- dywizjon artyleryjskiego rozpoznania 118 pac
- 53 batalion łączności w Lublinie
- 68 batalion saperów w Krasnymstawie

## Dowódcy korpusu
- płk Wiktor Konoplański (1951–1952)
- płk Narcyz Rudziński (1952–1953)
- płk Aleksander Bochan (1953–1954)
- płk Józef Bielecki (1954–1956)
- płk Włodzimierz Bowtrukiewicz (1956)